# Alumíniumárugyár
A budapesti Alumíniumárugyár Zrt. több mint 100 éves múltra tekint vissza. 1899-ben alapították. 1993-ban alakult részvénytársasággá. Jelenleg is a magyar fémtömegcikk-gyártás jelentős szereplője. 

## Képtár

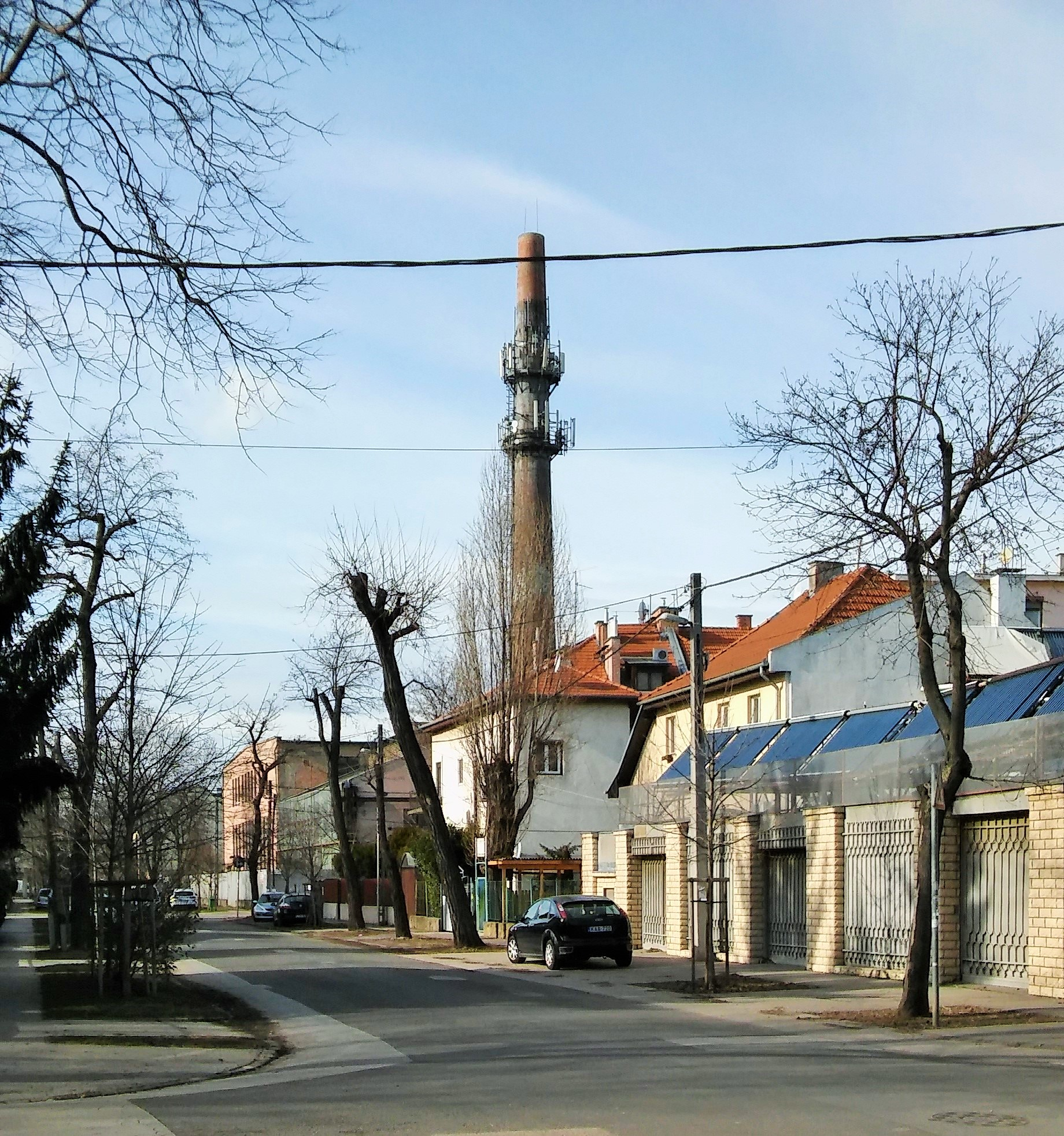
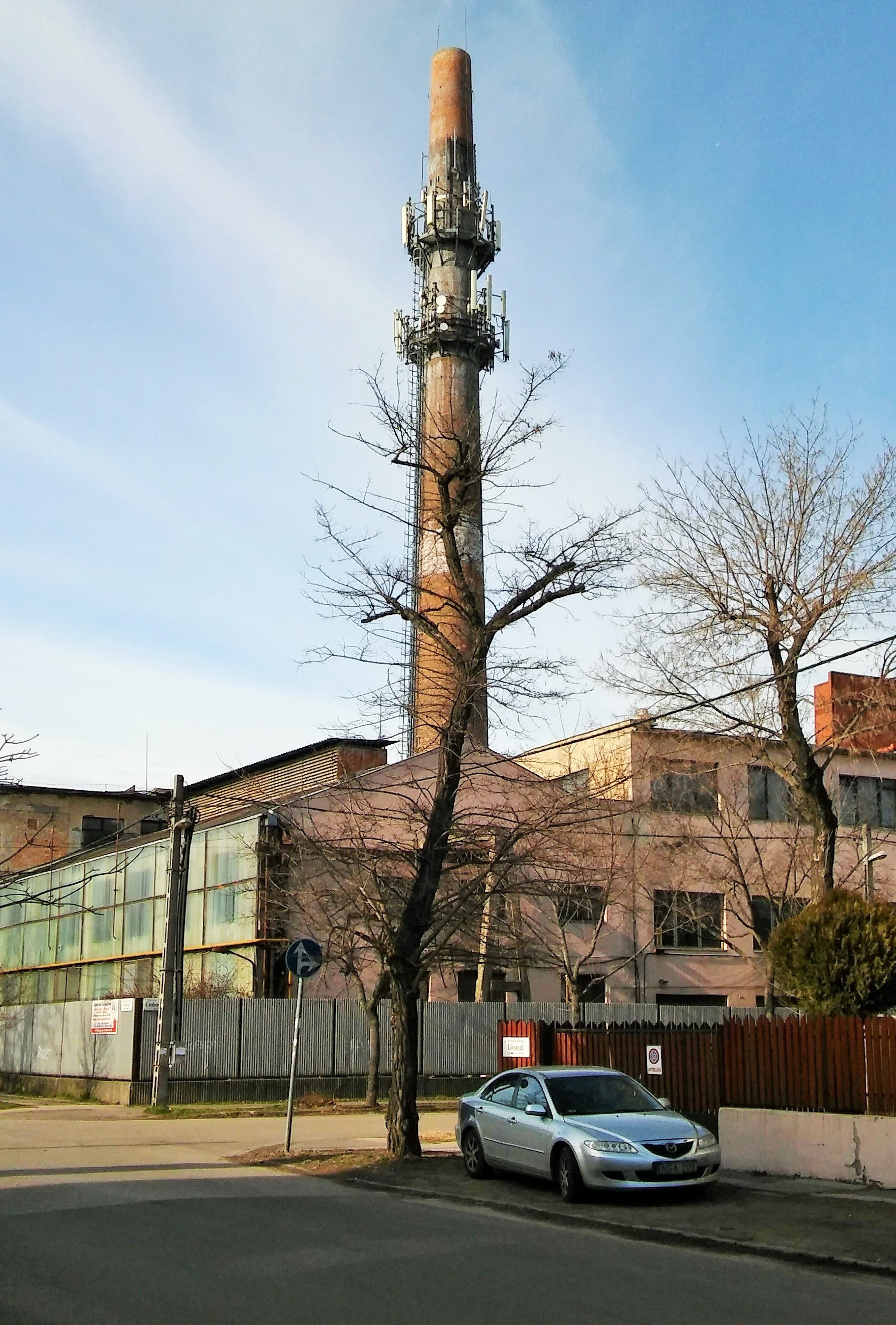
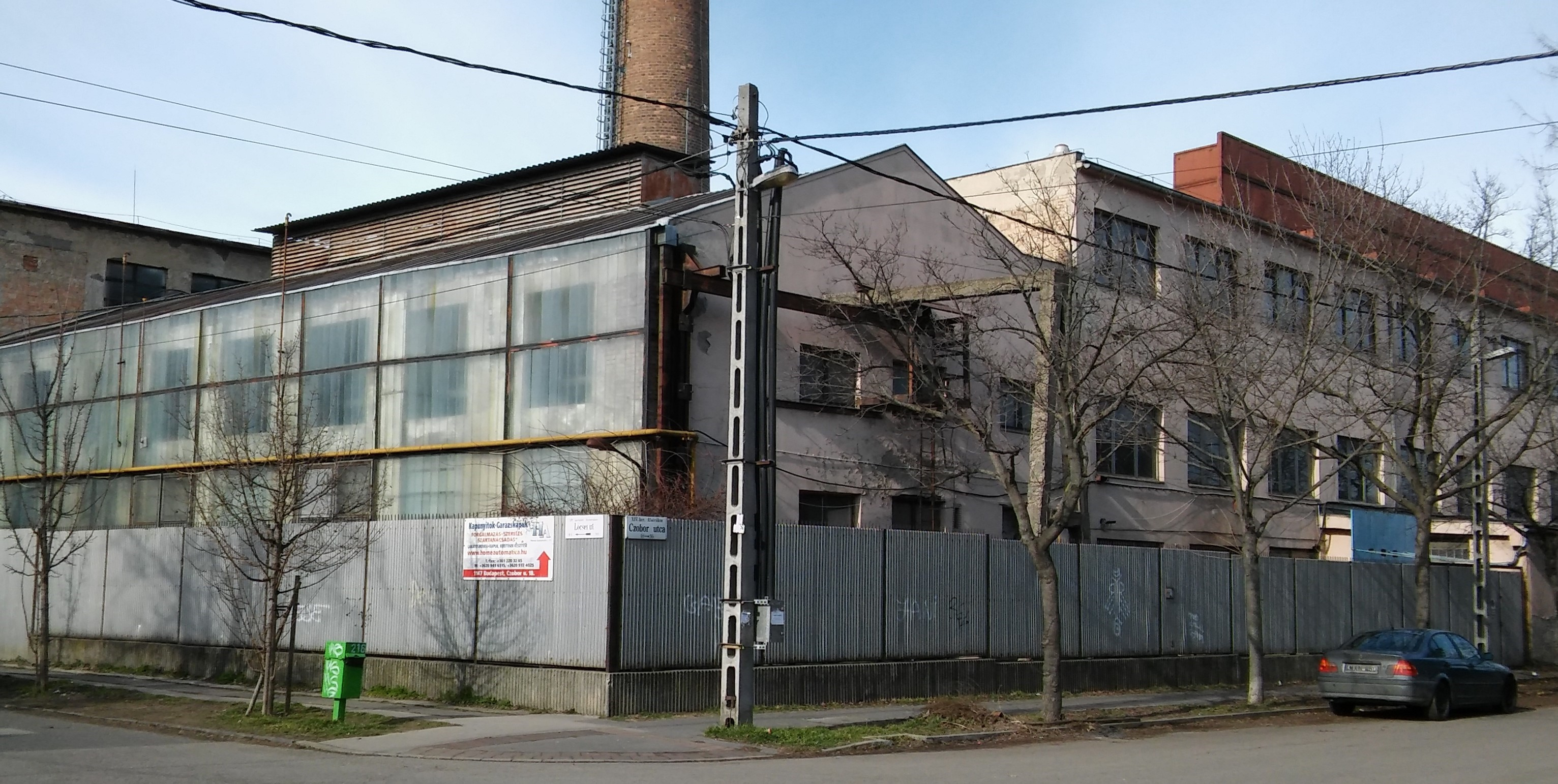
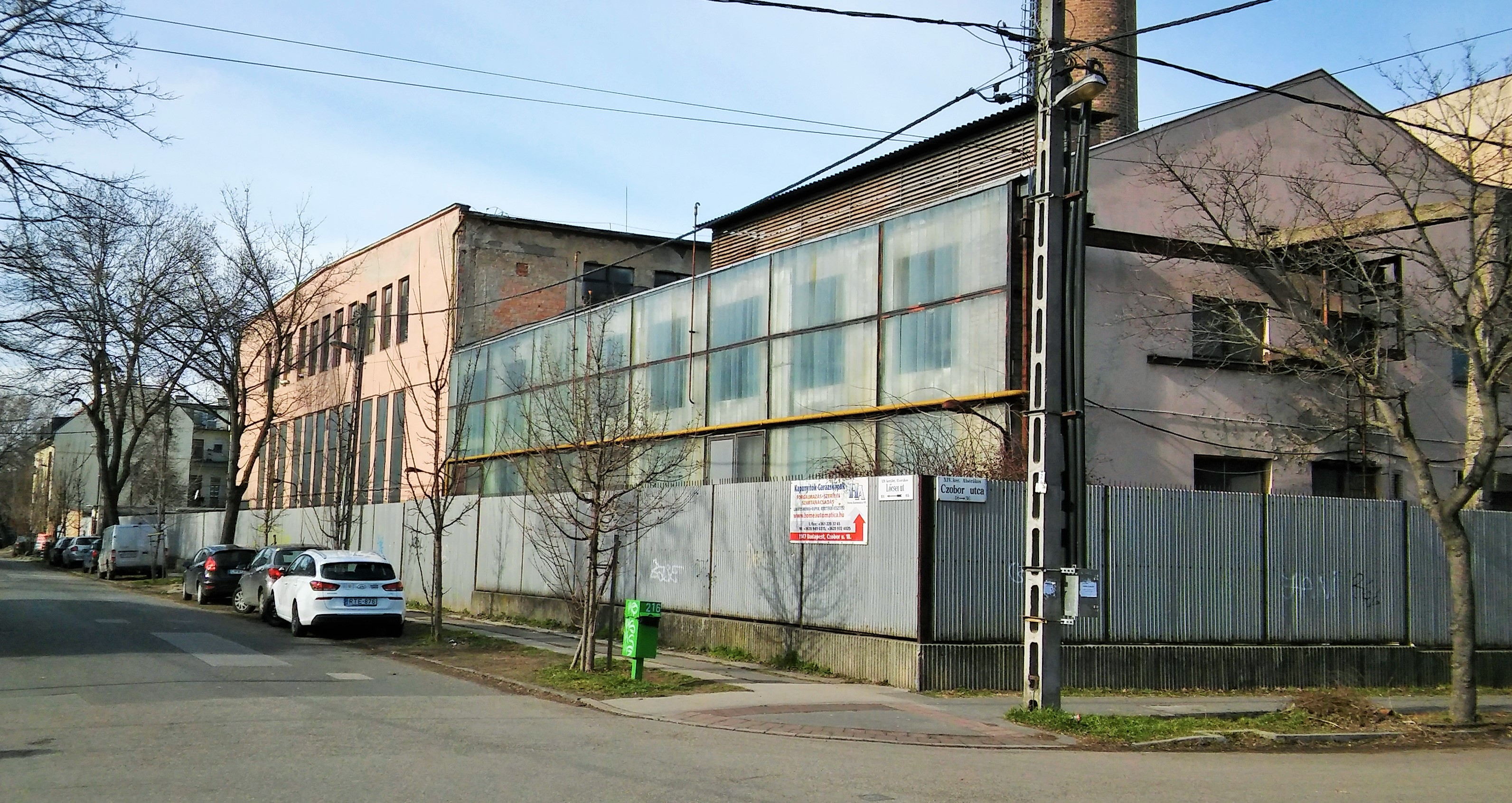
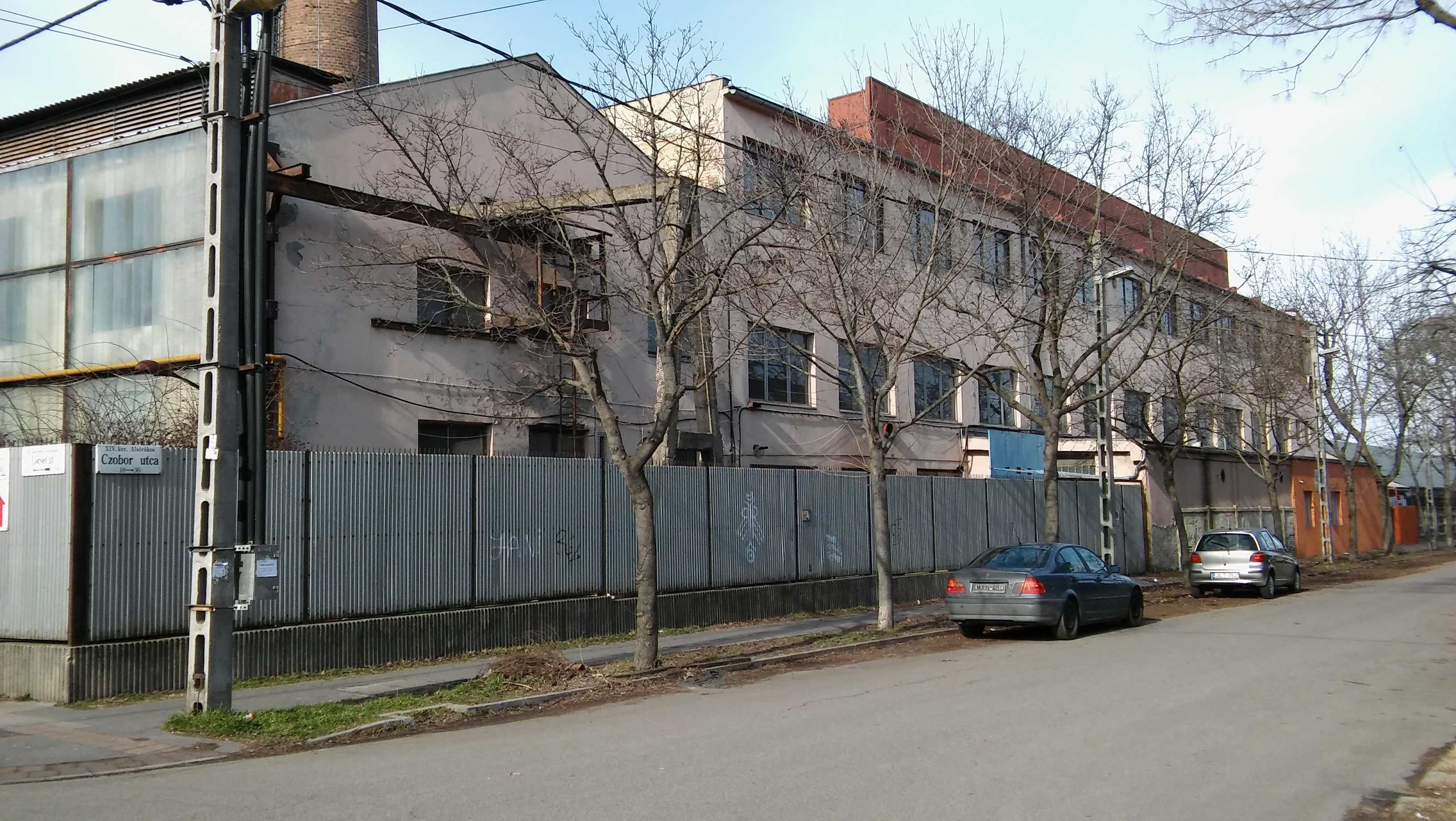
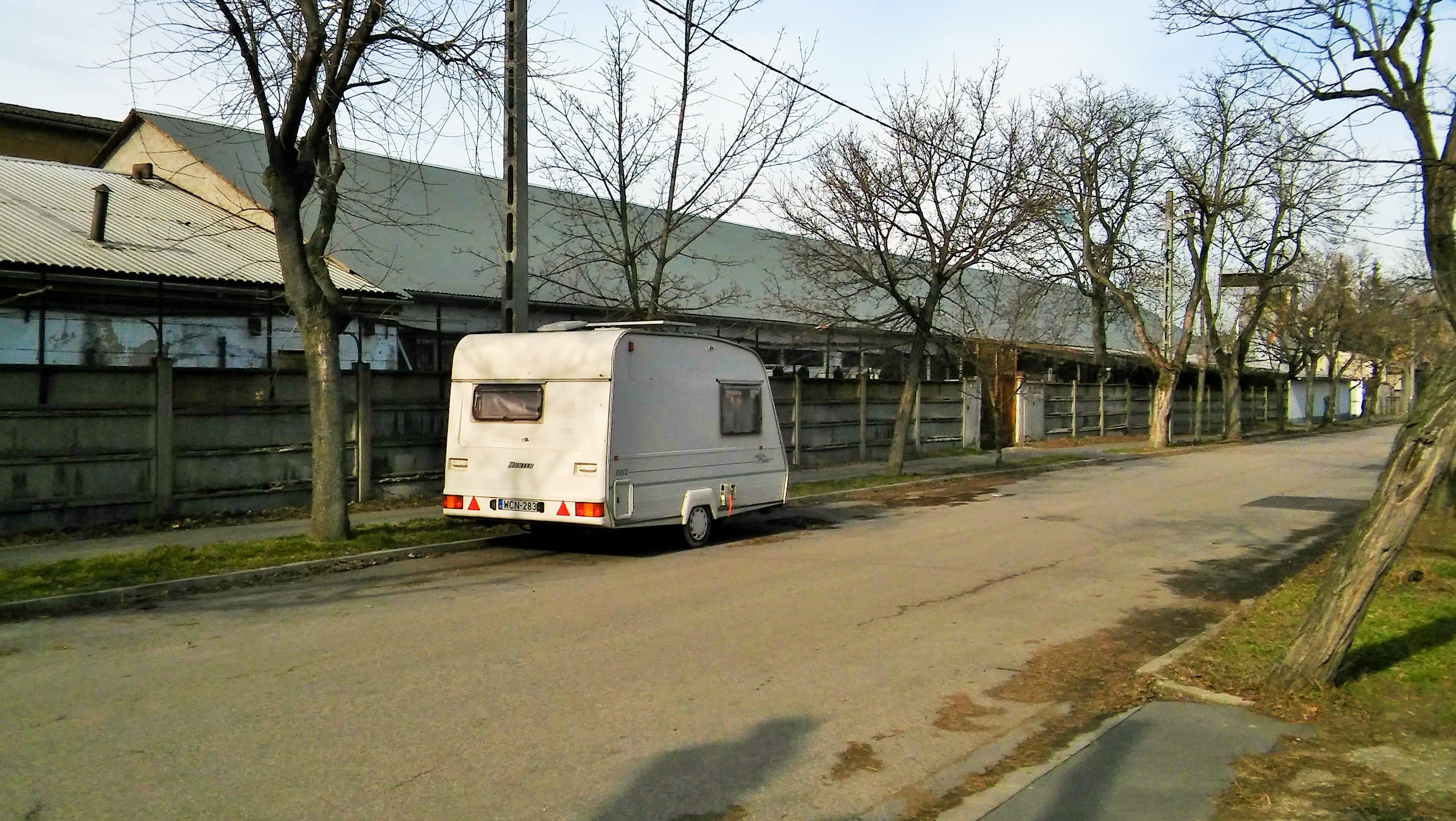
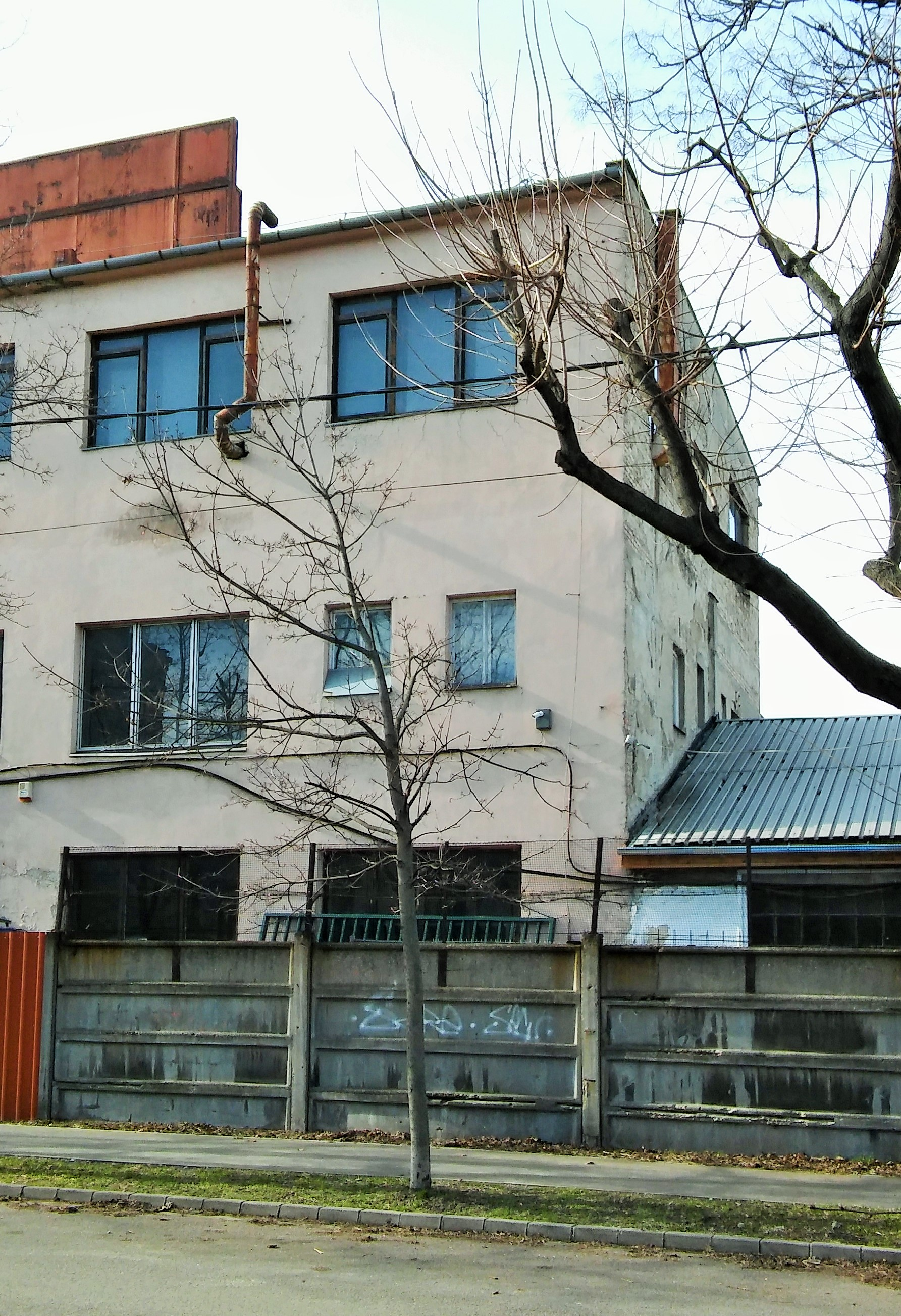
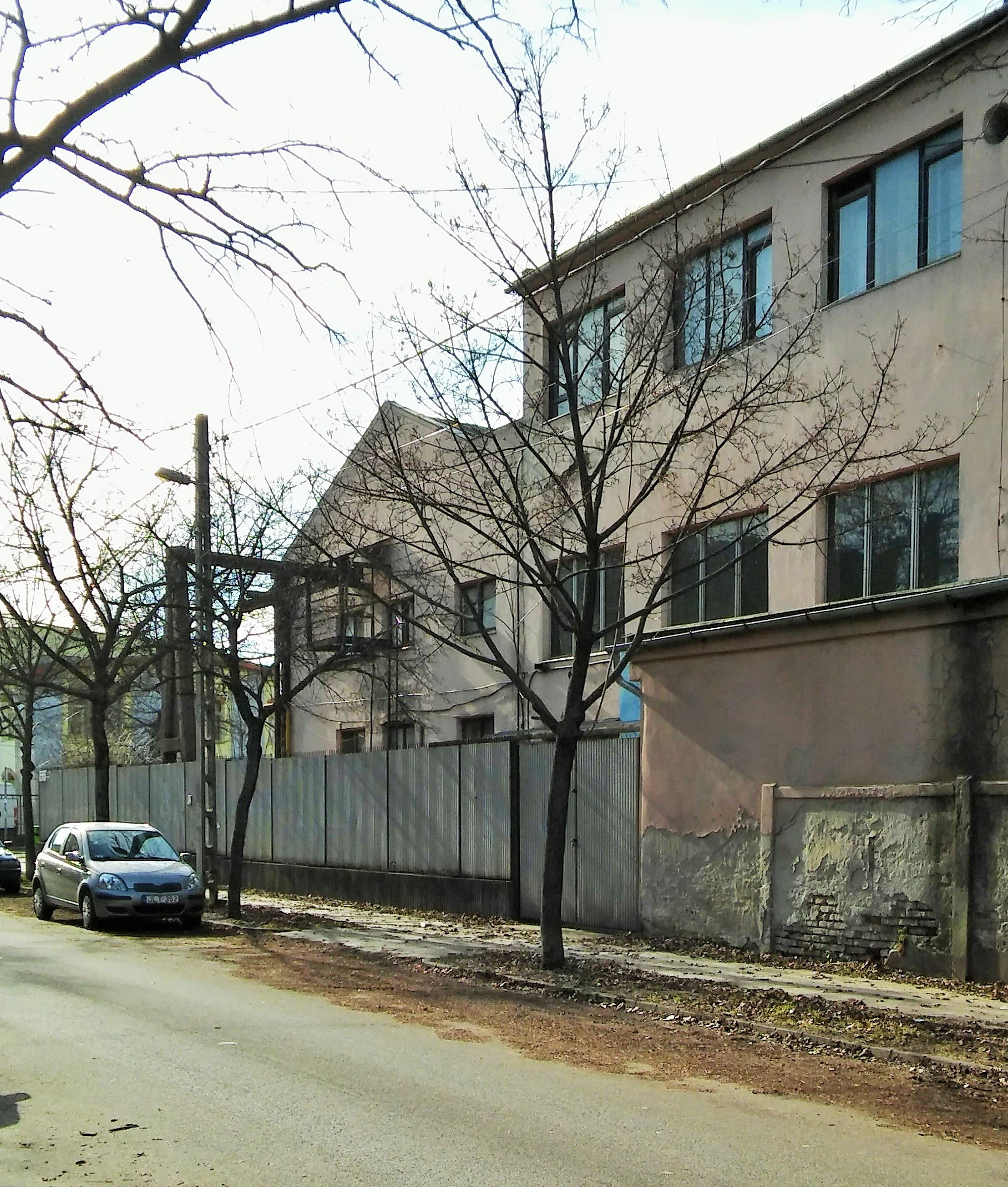
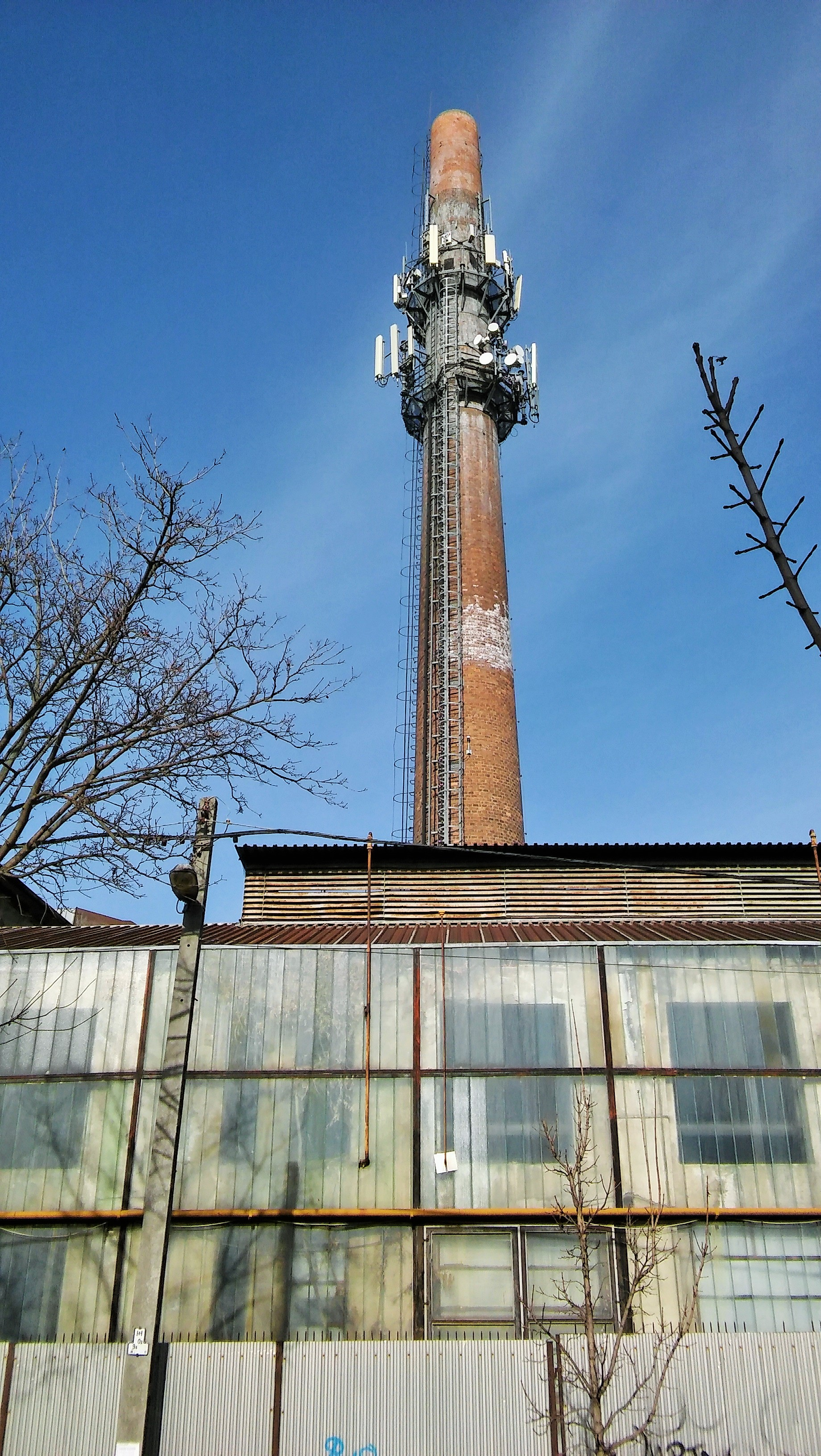
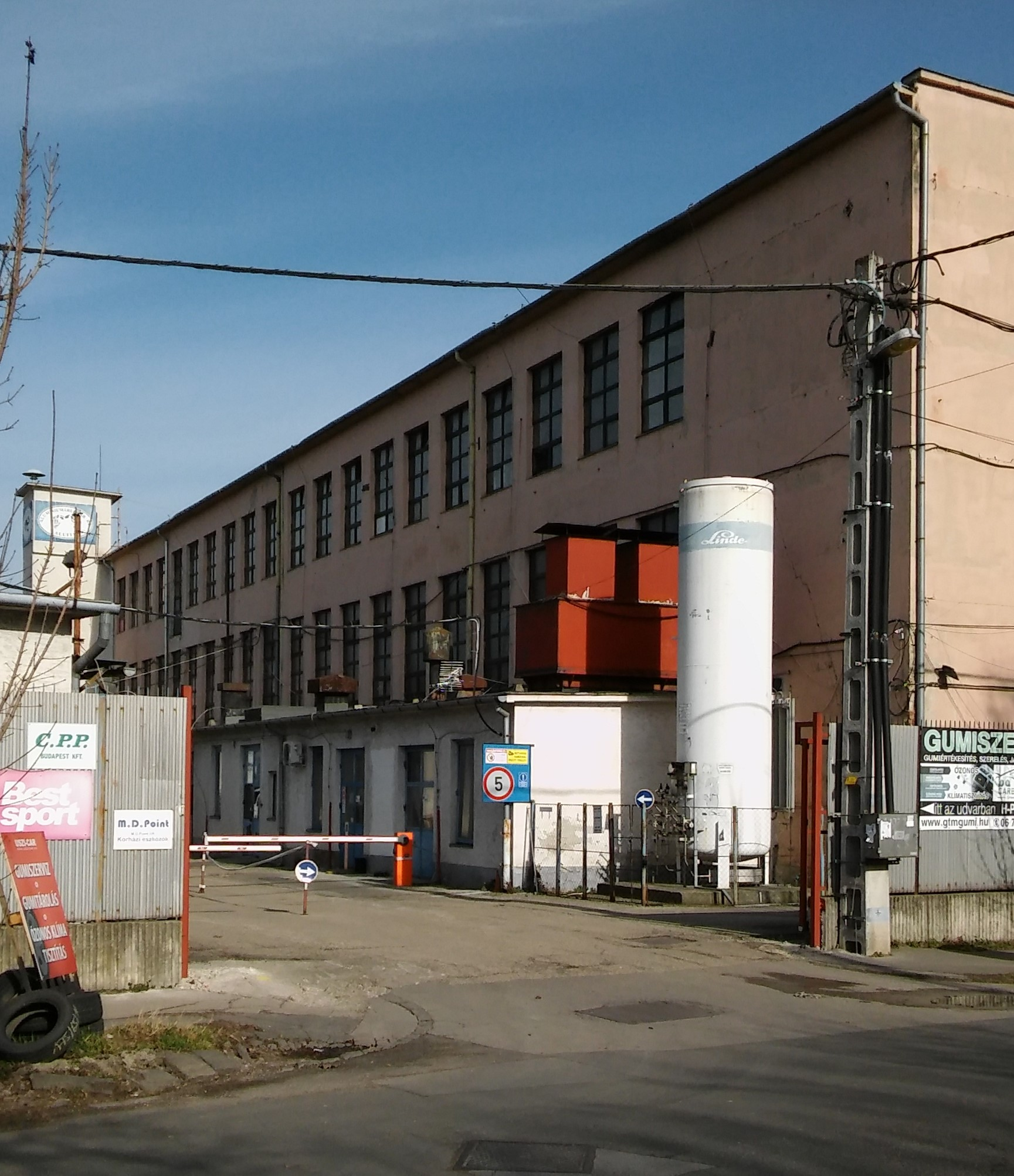
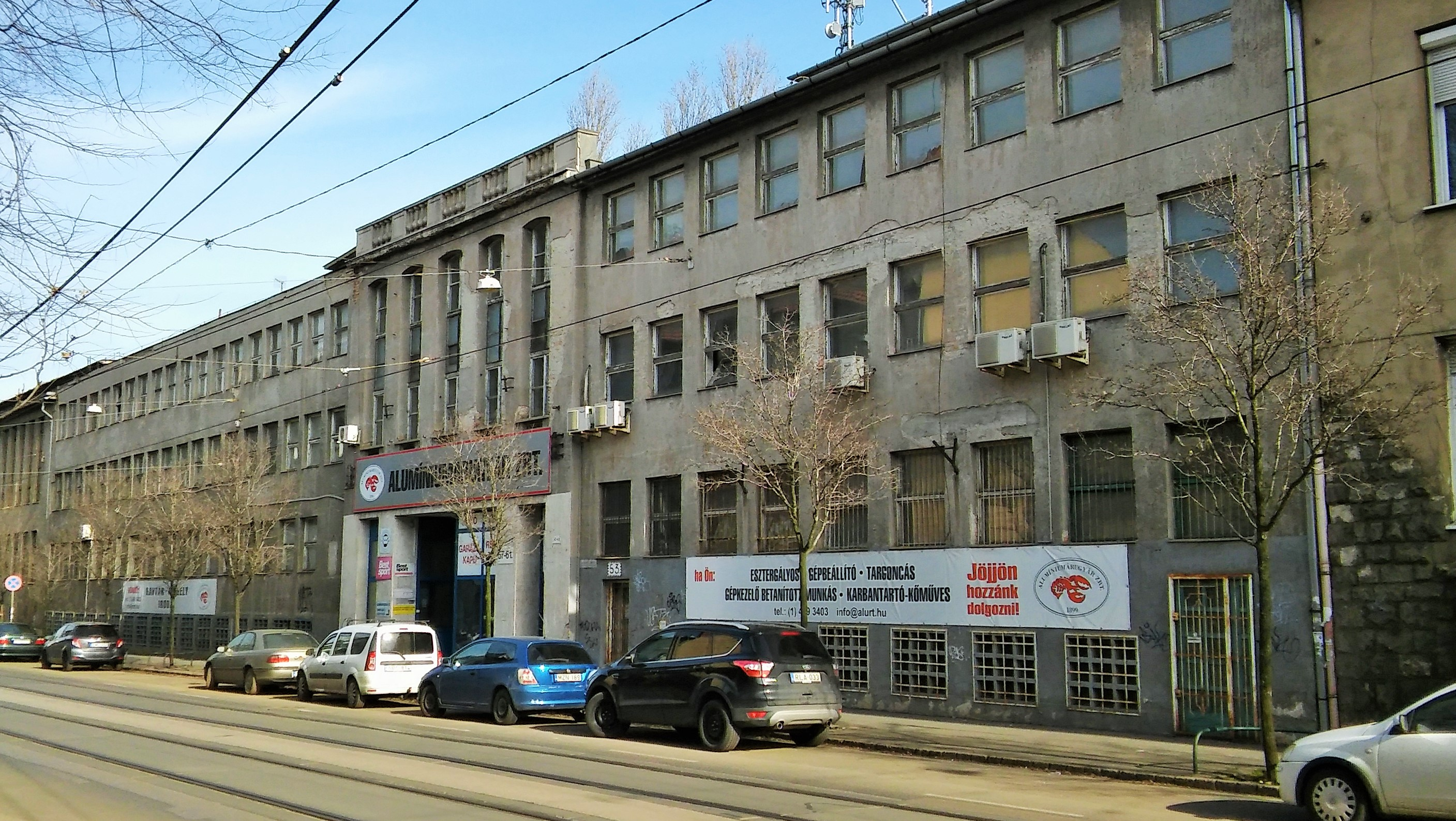
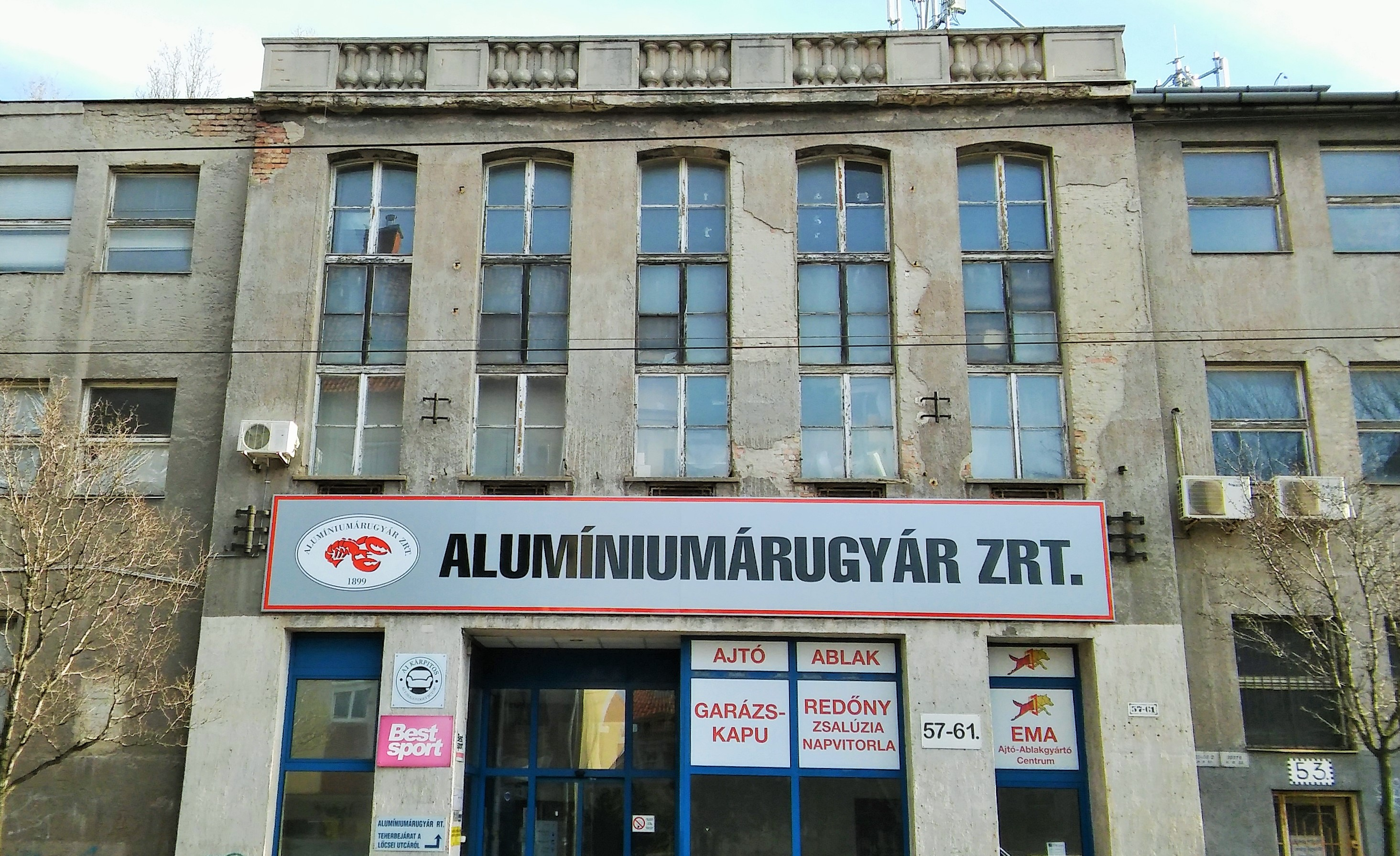
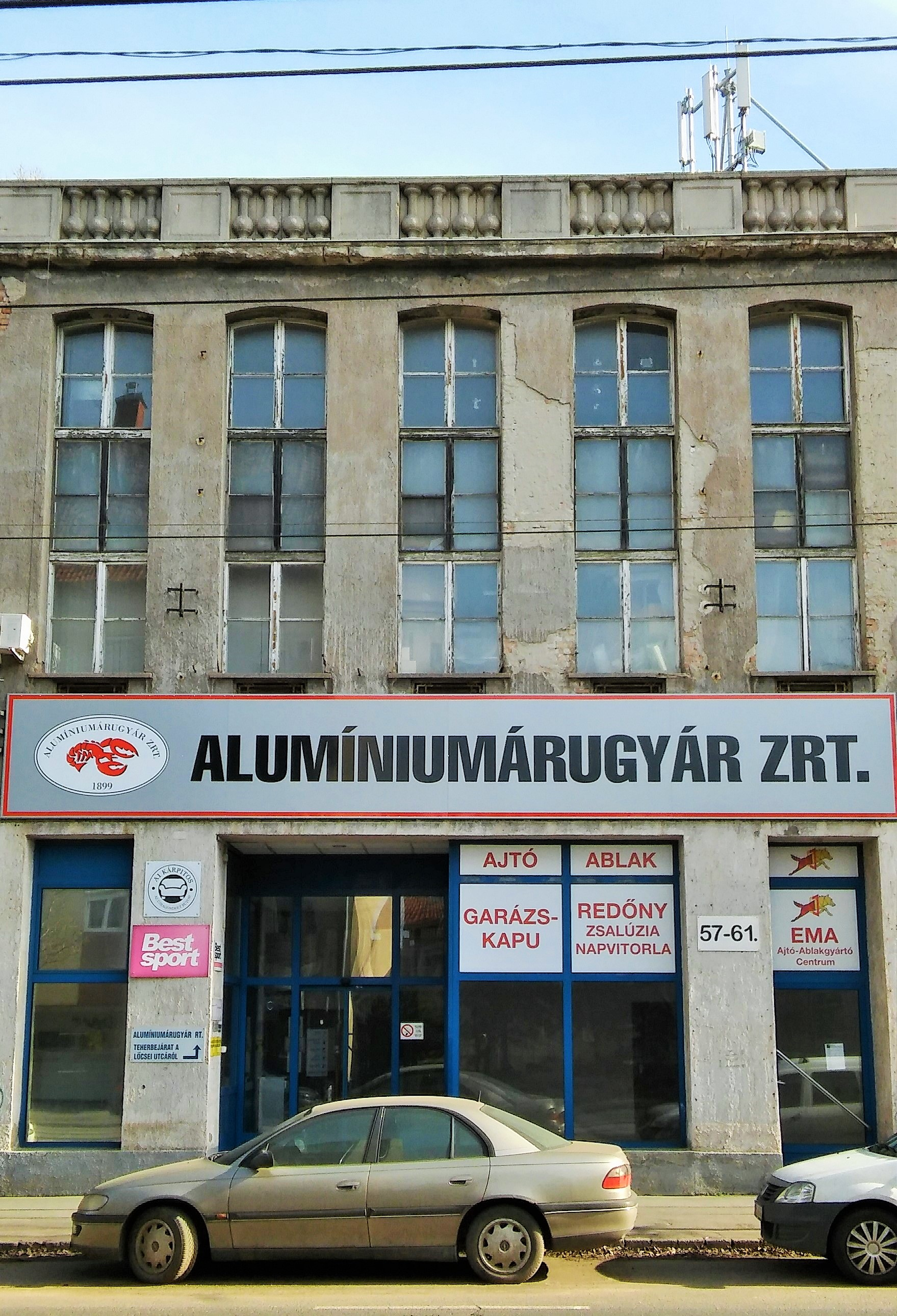
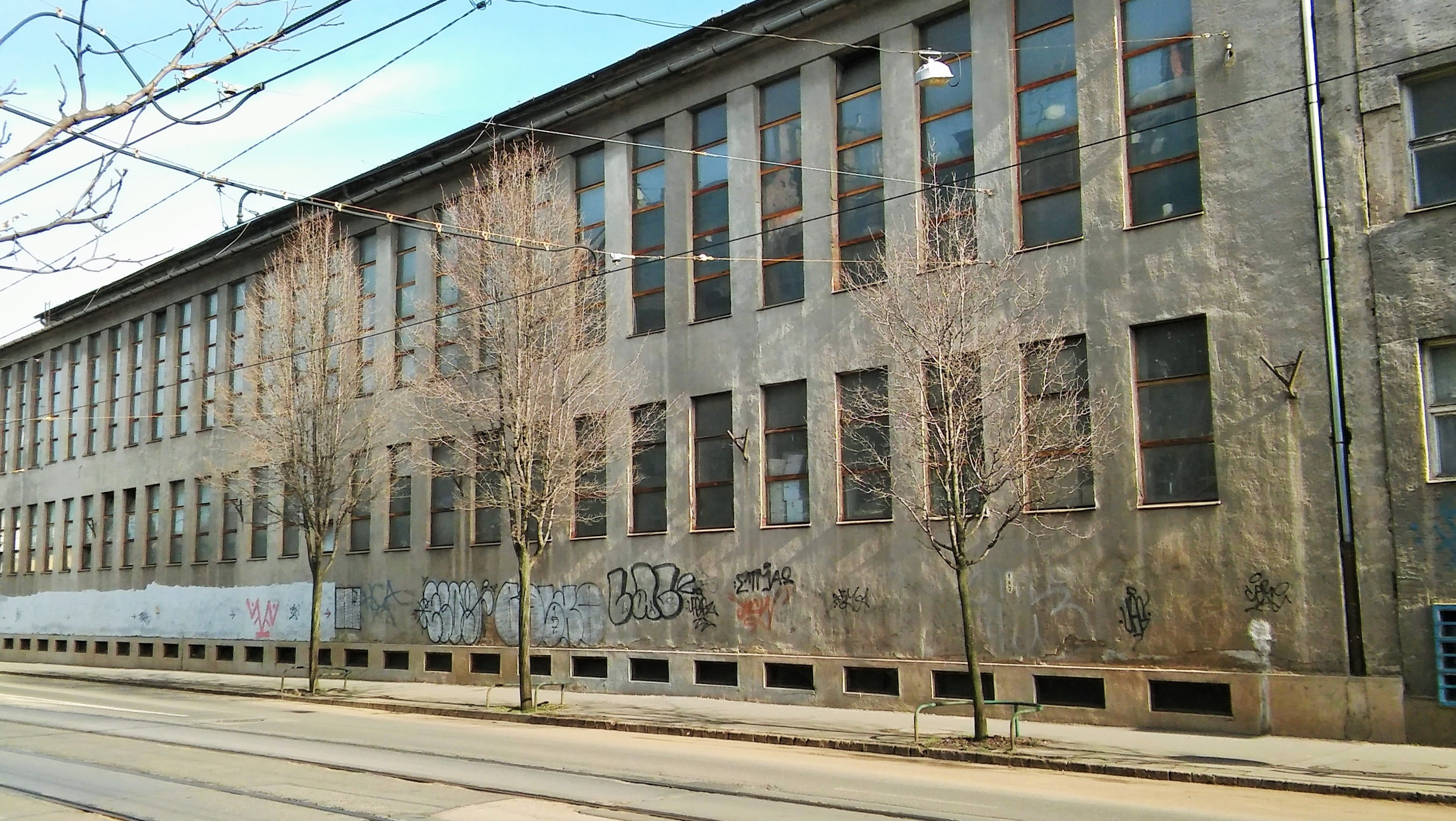
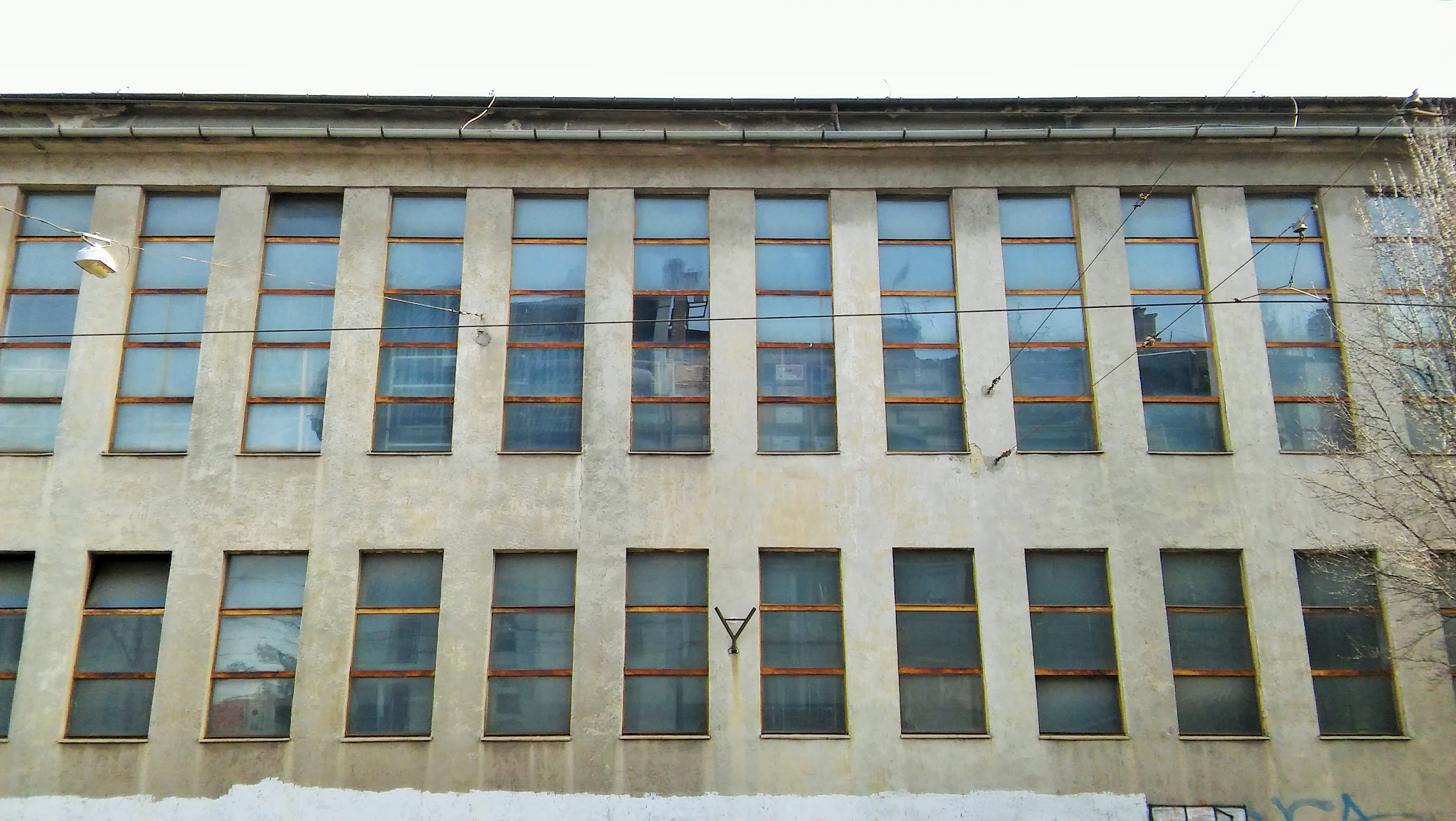

## Székhelye
1142 Budapest, Erzsébet királyné útja 57-61.

## Története

### A Magyar Fémlemezipar Rt.
Az Alumíniumárugyár elődje az 1899 és 1949 között fennállt Magyar Fémlemezipar Rt. volt, amelyet Fischer József alapított 1899-ben, 50 ezer korona alaptőkével. Kezdetben főleg bádogdobozokat, hordókat, címtáblákat, göngyölegeket, fémdíszműárut, méhészeti eszközöket, gyermekjátékokat gyártott. A cég később a Gizella út 51. szám alá költözött át. A gazdasági konjunktúrát kihasználva 1906-ban  költöztek a mai telephelyre. A vállalkozás rohamosan fejlődött, az eredetileg néhány főt kitevő munkásállomány már 1911-ben elérte a 250 főt. A cég 1914-ben megvette a Spindler-féle bádogárugyár gépeit és berendezési tárgyait. A kezdeti gyors fejlődést mutatja, hogy a Budapest Hungária körút 157. sz. alatti első telephely csak 1901-ig volt elegendő. Az Erzsébet királyné útján vásárolt telken 1910-ben már 25 tisztviselőt és 195 munkást foglalkoztattak. A termékpaletta ekkoriban bádogdobozok, hordók, címtáblák és göngyölegek előállítására terjedt ki. Az első világháború alatt a munkáslétszám elérte az 500 főt. 
Az alumíniumedények és alumíniumeszközök gyártása az 1920-as években kezdődött meg. 1933-ban helyezték üzembe az új alumíniumhengerdét. A dolgozók létszáma 1936-ra már meghaladta az 1000 főt. 
A gyártelep a második világháború végén súlyos károkat szenvedett. A helyreállítási munkálatok 1947-ben fejeződtek be. A Gizella út 53-55. sz. alatti második gyártelep is csak öt éven át tudta befogadni a szüntelenül növekvő üzemet, amely már 1906-ban szétfeszítette a telephely nyújtotta kereteket. Végül az 1906-ban megvásárolt 4800 négyszögöl területű, Budapest Erzsébet királyné útja 57-61. sz. alatt fekvő, ma is létező gyártelepen sikerült a vállalatnak véglegesen berendezkednie. Az első világháború éveiben a gyárat kibővítették, a létszám ekkoriban meghaladta az 500 főt. 1918 és 1923 között a vállalat tulajdonában volt a Krolupper J. első magyar vasúti jelzőlámpagyár nevű közkereseti társaság. A cég rohamos növekedését, a gyártási profil kibővítését csak a pénzügyi alap szüntelen erősítésével lehetett biztosítani. Alig negyed évszázad alatt, 1923-ig 5 alkalommal került sor az alaptőke emelésére. Az alaptőkét a pengő bevezetésével kapcsolatos 1926. április 3o-i felértékelés során 1 millió pengőben állapítottak meg. Ebben az időben kezdődött – új termékként – az alumíniumedények és eszközök gyártása. Az 1920-as évek végén 400 munkást és tisztviselőt foglalkoztató vállalat termékei iránt külföld is erősen érdeklődött. Exportpiacai sorába tartozott Egyiptom, Görögország, Jugoszlávia, Románia és Törökország: évi össztermelésének jelentős hányadát ezekben az államokban helyezte el. 
1933-ban korszerű alumíniumhengerdét helyeztek üzembe, majd az azt követő években további üzembővítésekre került sor. A második világháborút közvetlenül megelőző néhány esztendőben már 1000 fő körül mozgott a dolgozók létszáma, a háborús konjunktúra pedig 1500-ra duzzasztotta fel a foglalkoztatottak számát. A gyártelepet 1944-ben súlyos bombatámadás érte. Több épület teljesen romba dőlt, mások pedig  súlyosan megsérültek.
A második világháborút követően azonnal megkezdődött a gyártelep újjáépítése, a teljes helyreállítás 1947-ben fejeződött be. Az 1947. január 1-i forintmérleg tanúsága szerint 7 800 000 Ft alaptőkével dolgozó vállalat ebben az időszakban mindössze 45 százalékát produkálta korábbi, 1944. évi teljesítményének.

### Az államosítás
A Magyar Fémlemezipar Rt.-t 1948. február 9-én államosították, ezt követően 10 hónapon keresztül - vállalati önállóságát elveszítve - az államosított bauxitbányák és alumíniumüzemek átvételére, illetve kezelésére alapított Állami Bauxit-Alumínium Rt. Erzsébet királyné úti üzemeként működött. 1948. december 9-én visszanyerte önállóságát, beolvasztotta a SIGG Alumíniumgyár Rt-ot és felvette az Alumíniumárugyár nevet.  
1948. március 25-én a vállalatot államosították és beolvasztották a SIGG Alumíniumárugyár Rt.-t. A törvény  indokolása  szerint a 3. §  l) alatt szereplő Sigg Alumíniumárugyárat a 2. § (1) bekezdésének második mondata, vagyis "gazdasági összefüggés" alapján vették állami tulajdonba.
Az állami vállalatot az ALBART (Állami Bauxit-Alumínium Rt.) tröszthöz sorolták be. 1949-ben a gyár visszanyerte önállóságát Alumíniumárugyár néven. Európában elsőként itt gyártottak kisnyomású, hegesztett kivitelű alumínium gázpalackokat.
A gyár különféle fémtömegcikkek előállításával foglalkozott. Termékei közül kiemelkedő a KUKTA gyorsfőzőedény-család, valamint a propán-bután gáz forgalmazására szolgáló alumíniumpalack, amely kezdetben két félből, majd továbbfejlesztve egy darabból készült. 

## A privatizáció után
1993-ban alakult részvénytársasággá. Működési formája zártkörűen működő részvénytársaság (Zrt.) Továbbra is a magyar fémtömegcikk-gyártás jelentős szereplője.